# 小行星2827
小行星2827（2827 Vellamo）是一颗围绕太阳公转的小行星。1942年2月11日，利斯·奧特瑪在图尔库发现了此天体。
該小行星以芬蘭神話的海洋女神韋拉摩命名。
这颗小行星的绝对星等为206.5982348240031等。